# Долина помсти (фільм, 1987)
«Долина помсти» — радянський художній фільм 1987 року, знятий режисером Каковом Оразсяхедовим на кіностудії «Туркменфільм».

## Сюжет
За мотивами повісті М. Фомічова «П'ятеро в долині». 1918 рік. На допомогу голодуючим селянам Туркестану радянський уряд посилає з Ташкента караван із хлібом. Шлях цей небезпечний — тут лютують банди басмачів та білокозаків. Командир загону, після низки виснажливих боїв, вирішує відволікти банди — і пускає хибним шляхом «лжекараван» на чолі з комісаром Арчманом.

## У ролях
- Чари Сейтлієв — Арчман
- Райхан Айткожанова — Санім
- Чари Ішанкулієв — Мерген
- Батир Ішанкулієв — Мурат
- Геннадій Корольков — Петро
- Станіслав Руднєв — Костя Задорожний
- Артик Джаллиєв — Базарбек
- Юрій Дедович — Сомов
- Віктор Терехов — Хромов
- Ата Довлетов — Ораз-ага
- Микола Федорцов — Прошка
- Сапар Одаєв — Юсуп
- Володимир Бершанський — Тимофій
- Олександр Спиридонов — Максим
- Худайберди Ніязов — Нурулла

## Знімальна група
- Режисер — Каков Оразсяхедов
- Сценаристи — Олег Манджиєв, Язгельди Сеїдов
- Оператор — Якуб Муратназаров
- Композитор — Аман Агаджиков
- Художники — Геннадій Артиков, Олексій Філь